# Elezioni parlamentari a Capo Verde del 2021
Le elezioni parlamentari a Capo Verde del 2021 si sono tenute il 18 aprile per il rinnovo dell'Assemblea nazionale.

## Risultati
| Liste                                            | Voti    | %     | Seggi |
| ------------------------------------------------ | ------- | ----- | ----- |
| Movimento per la Democrazia                      | 110 211 | 50,04 | 38    |
| Partito Africano dell'Indipendenza di Capo Verde | 87 151  | 39,57 | 30    |
| Unione Capoverdiana Indipendente e Democratica   | 19 796  | 8,99  | 4     |
| Partito del Lavoro e della Solidarietà           | 2 065   | 0,94  | –     |
| Partito Popolare di Capo Verde                   | 762     | 0,35  | –     |
| Partito Social Democratico                       | 273     | 0,12  | –     |
| Totale                                           | 220 258 | 100   | 72    |